# Trịnh Nhất Tẩu
Trịnh Nhất Tẩu (Chữ Hán: 鄭一嫂; bính âm: Zhèng Yī Sǎo; Tiếng Quảng Đông: Jihng Yāt Sóu; 1775 - 1844), được ghi là Cheng I Sao hay Zheng Yi Sao trong các tài liệu phương Tây, tên thật Thạch Dương (石陽), nhũ danh Hương Cô (香姑), sau khi gả chồng còn được gọi là Trịnh Thạch thị (鄭石氏), là một nữ cướp biển khét tiếng trong thời kỳ nhà Thanh ở Trung Hoa. Trịnh Nhất Tẩu là vợ của tướng cướp Trịnh Nhất. Bà là một trong những nhân vật quyền lực nhất trong lịch sử hải tặc, không chỉ riêng trên biển Trung Hoa mà trên toàn thế giới.

## Sự nghiệp
Thạch Hương Cô xuất thân là một kỹ nữ có nhan sắc. Năm 1801 bà cưới tướng cướp Trịnh Nhất, từ đó có tên gọi Trịnh Nhất Tẩu. Trong 6 năm đầu tiên chung sống, hai vợ chồng cướp biển họ Trịnh đã cùng nhau gây dựng lên đế chế hải tặc thao túng toàn bộ vùng biển từ phía Nam Trung Quốc sang đến Malaysia, gọi là Hồng Kỳ bang (bang Cờ Đỏ).
Năm 1807, Trịnh Nhất chết, quyền thừa kế hạm đội được trao lại cho Trương Bảo, con nuôi của Trịnh Nhất. Tuy nhiên, chỉ vài tuần sau đó, Trịnh Thị quyết định làm người tình của Trương Bảo và mặc nhiên chiếm quyền chỉ huy hạm đội cướp biển Cờ Đỏ, Trịnh Thị trao quyền chỉ huy hạm đội cho Phó Tổng tư lệnh Trương Bảo. Trong khi Trương Bảo thống lĩnh đội quân cướp thì Trịnh Thị tập trung vào việc kinh doanh, thiết lập chiến lược quân sự. Trên các chiến thuyền Cờ Đỏ của nữ tướng cướp này ngày càng đông nghịt những tên lưu manh vô lại.
Công việc cướp biển cũng được mở rộng nhiều về quy mô và hình thức: cướp bóc giờ đây chỉ là phần thứ yếu bên cạnh những hoạt động khác như bắt cóc, tống tiền, bảo kê... Trịnh Thị còn vươn cả vào Trung Hoa lục địa nơi bà đã thiết lập hẳn một mạng lưới gián điệp rộng khắp và liên minh với địa chủ, chúa đất để đảm bảo nguồn cung thực phẩm.
Bà quy định rằng ăn cắp chiến lợi phẩm bị chém đầu, đào ngũ thì bị cắt tai... ngoài ra có quy định về đối xử nữ tù nhân, theo đó người nào xấu xí thì lập tức phóng thích, trả về đất liền. Những cô xinh đẹp còn lại sẽ được đem ra đấu giá trước toàn thể hải tặc trên chiến thuyền, ai mua được sẽ được tổ chức làm lễ cưới. Và nếu như gã nào có ý định lừa dối phản bội người tình, hắn sẽ bị bà xử quyết.

## Sức mạnh hạm đội
Theo Wick Alison, Nữ hải tặc Trịnh Thị có đến 200 chuyến thuyền viễn dương, mỗi chiếc có từ 20 đến 30 súng thần công, 800 tàu chiến nhỏ gần bờ và có khá nhiều thuyền đi trên sông. Bà ta có đến 50.000 hải tặc dưới trướng mình trong khi đó Hải quân Hoa Kỳ lúc đó chỉ có 5000 lính thủy chiến. Tuy nhiên các con số trên thực ra là tính chung lực lượng của toàn Liên minh hải tặc Quảng Đông, và cũng đã tính cả thân nhân không chiến đấu (vợ, con, cha mẹ già) của các hải tặc, nếu chỉ tính hải tặc thực thụ trong nhóm do Trịnh tẩu chỉ huy thì bà ta có khoảng hơn 1 nghìn người. Năm 1810, khi đầu hàng triều đình, người ta thống kê Trịnh Tẩu chỉ huy 24 tàu với 1433 cướp biển.
Chiến hạm của Trịnh Thị còn lớn gần gấp đôi tàu Armada của Tây Ban Nha. Đô đốc hải quân Mãn Thanh năm 1809 có nói về đội quân hải tặc như sau: "Quân hải tặc quá mạnh, chúng tôi không thể khống chế chúng bằng vũ lực".

## Đối phó với Triều đình
Cướp bóc, giết hại, thao túng toàn bộ vùng biển lớn của Thái Bình Dương bà đã bị nhà Thanh tổ chức vây ráp. Trịnh Thị đã chống trả quyết liệt tất cả những cuộc tấn công dồn dập của triều đình Trung Hoa, đấy là chưa kể quân tiếp viện do vua Bồ Đào Nha và vua Anh liên tiếp gửi đến.
Không thể bắt bà quy hàng, năm 1810 triều đình buộc phải chuyển sang chiến thuật đề nghị bà buông tha đế chế thống trị để đổi lấy tự do. Bà chấp nhận ngồi vào bàn thương lượng. Kết quả: trong đội quân cướp biển với quân số lên tới 80.000 người, chỉ có 126 tên bị xử trảm, chưa đến 400 tên bị lưu đày, số còn lại hoặc được trả tự do hoặc sung vào quân ngũ.

## Hoàn lương
Năm 1810, các nước Anh, Bồ Đào Nha và Trung Quốc tập hợp nhau lại tấn công đội quân cướp biển của Trịnh Thị. Để tránh đổ máu, Gia Khánh hoàng đế đưa ra đề nghị ân xá:  "Nếu có trái tim của một người phụ nữ thì ngày nào đó ngươi sẽ muốn yên bình và nghĩ đến việc sinh con đẻ cái. Bây giờ đã đến lúc đó chưa" . Trịnh Thị một mình đàm phán với Tổng đốc Quảng Đông, cuối cùng bà cùng 17.000 người đàn ông nữa hạ vũ khí và rời tàu nhưng được phép giữ lại của cải. Trịnh Thị hoàn lương bằng nghề làm chủ sòng bạc và nhà chứa, bà ta sống thêm 30 năm nữa.

## Cuối đời
Sau khi đầu hàng, bà rút lui về đất liền an hưởng tuổi già, cùng tân lang Trương Bảo mở một sòng bạc. Năm 1844, bà mất thọ 69 tuổi.

## Con cái
Với Trịnh Nhất
- Trịnh Anh Thạch
- Trịnh Hùng Thạch

Với Trương Bảo Tử
- Trương Ngọc Lân
- Một con gái không rõ tên